# Ari Kristinsson
Ari Kristinsson (* 16. April 1951) ist ein isländischer Kameramann, Produzent, Regisseur und Drehbuchautor.
Ari machte bei acht Filmen von Friðrik Þór Friðriksson die Aufnahmen. 1992 wurde der von ihm gedrehte Film Children of Nature – Eine Reise für den Oscar in der Kategorie Bester fremdsprachiger Film nominiert.